# 할스네스시

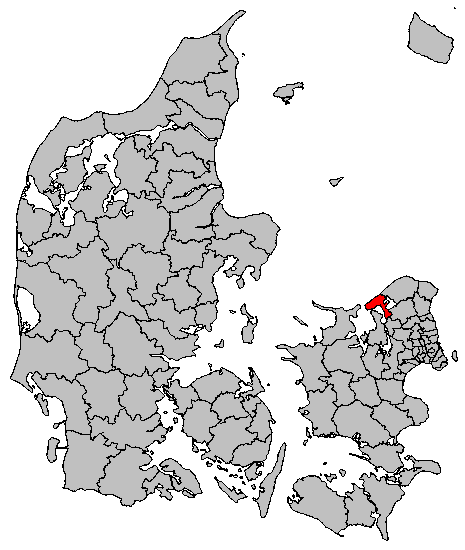
할스네스시의 위치

할스네스시(덴마크어: Halsnæs Kommune)는 덴마크 수도 지역에 위치한 지방 자치체로 행정 중심지는 프레데릭스베르크이며 면적은 122.15km2, 인구는 30,644명(2014년 4월 1일 기준), 인구 밀도는 250명/km2이다. 셸란섬 북부 연안에 위치한다. 과거에는 프레데릭스베르크후네스테드시(덴마크어: Frederiksværk-Hundested Kommune)라는 이름을 사용했다.